# Memora
Memora Miers  es un género de plantas de la familia Bignoniaceae que tiene 72 especies de árboles.

## Taxonomía
El género fue descrito por John Miers  y publicado en Proceedings of the Royal Horticultural Society of London 3: 185. 1863. La especie tipo es: Memora schomburgkii (DC.) Miers. 

## Especies seleccionadas
| - Memora acutiloba - Memora adenophora - Memora allamandiiflora - Memora allamandiflora | - Memora alba - Memora albiflora - Memora aspericarpa - Memora axillaris |